# Brattfors, Nordmalings kommun
Brattfors är en småort i Nordmalings kommun med 79 invånare år 2020.
Brattfors ligger cirka 10 km från Nordmalings samhälle och är belägen vid Öreälven.

## Historia
Enligt hjälpskattelängden från 1535 framgår det att 6 personer bodde i byn.

## Samhället
I närheten av Brattfors finns fiskeställen och badställen vid Öreälven.